# Horná Súča
Horná Súča (Hongaars: Felsőszúcs) is een Slowaakse gemeente in de regio Trenčín, en maakt deel uit van het district Trenčín.
Horná Súča telt 3.425 inwoners.